# Szervezet (biológia)
A szervezet szó biológiai értelmezésében az a biológiai rendszer, amely
- létezése minden pillanatában kielégíti az abszolút életkritériumokat,
- legalább potenciálisan képes reprodukálódni (magához hasonló szerveződésű másik szervezetet létrehozni), és
- térben többé-kevésbé világosan elhatárolható más szervezetektől.

Az így definiált szervezet idegen szóval az organizmus.
A szervezet életműködései úgy szerveződtek, hogy képes legyen az önálló létezéséhez szükséges anyagcserét kivitelezni, az önazonosságát meg tudja tartani a rá irányuló ingerhatások ellenére (vagyis biztosítsák a homeosztázisát), és még lehetővé tegyék a növekedését, valamint egy új szervezet létrehozását és tőle való elkülönülését a térben (potenciális reprodukció). Ehhez megfelelően bonyolult struktúra szükséges; a szervezetek tehát sejt(ek)ből állnak. Csakis azok a biológiai rendszerek tekinthetők élőnek, amelyek ezeket teljesítik. A szervezetek a térbeli elhatároltság és főleg az egyedi sajátosságai miatt lényegében azonosak az egyeddel (az individuummal). A szervezet (egyed) részei nem élnek, csak működnek (mert nem tudják teljesíteni a második kritériumot).
A szervezet – ha soksejtű – sejtjei sejthalmazokat, álszöveteket, telepeket, szöveteket hozhatnak létre; egy-egy alapvető életműködést lehetővé tevő szerveződött struktúra az organizmus szerve (organuma). A bonyolultan szerveződött organizmus szervei szervrendszerekbe csoportosulhatnak.
Ezért fogalmazhatunk úgy, hogy anatómiai értelemben a szervezet az élőlény szerveinek egy egyedet alkotó rendszere, például növényi szervezet.
A "szervezet" szó jelenti még – a struktúra szerveződése értelmében – a szóban forgó organizmus testfelépítését, alkatát is.

## A szervezetek fajtái
A biológiai szerveződés mikéntje, ebből következően az életmód és az egyedfejlődés típusai alapján a szervezetek fajtái a következők:
- prokarióta, ha a sejtjeinek nincsen valódi sejtmagja, az örökítő anyag nem határolódik el külön maghártyával a sejt többi részétől, és
- eukarióta, ha a sejtjeinek van valódi sejtmagja, azaz az örökítő anyag zöme a sejt többi részétől maghártyával elhatárolódik. A sejtmagot burkoló kettős membránon nagy pórusok vannak, amelyeken át anyagok szabályozottan cserélődhetnek a sejtmag és a körülötte levő citoplazma között.

### Prokarióták
A prokarióták két elkülönülő birodalmat képviselnek: az ősbaktériumok és a valódi baktériumok csoportját. Ezek nem állnak közelebbi rokonságban egymással, mint az eukariótákkal. Még a bonyolult baktériumtelepek is lényegében csak egyedi sejtekből álló halmazok; a sejtek között szoros kapcsolat legföljebb fizikai: tok vagy nyálkás burok tarthatja össze  bakteriális sejteket. Vannak köztük szerves anyagokat igénylők, vannak erjesztők, oxidatív anyagcserét végzők, fotoszintézisre képesek és élősködők (kórokozók) is. Csak egyesek (a kékeszöld baktériumok) fotoszintézise termel oxigént is; mások viszont nem a vizet használják a fotoredukcióra, ezért nem hoznak létre oxigént. Diverzitásuk még nem teljesen feltárt. Képesek lennének egyedül is létrehozni komplex ökológiai rendszereket, akár még a bioszférát is. Mindenütt elterjedtek, sok típusuk rendkívül szélsőséges körülmények között is életben maradhat (például elviselik a világűr körülményeit, igen intenzív radioaktív sugárzást, nagyon nagy hideget vagy nagy meleget, még kőzetek mélyén is élnek). Egyesek nagyon speciális igényűek, mások viszont nagyon széles alkalmazkodóképességgel rendelkeznek. Alighanem ma is ők uralják a Földet.

### Eukarióták
A prokarióták és az eukarióták közötti különbségeket sokan tekintik az evolúciós biológia legfőbb "hiányzó láncszem"-ének. Pedig az eukarióta sejtek két sejtszervecskéjét – a mitokondriumot és a növények zöld színtestét (kloroplasztiszát) – Lynn Margulis már az 1960-as években bizonyos ősibb baktériumokból származtatta sejten belüli szimbiózis útján. Ma általában elfogadják a nézetét, és úgy tűnik, hogy az eukarióta sejt ősi baktériumok bekebelezése, majd velük való endoszimbiózis útján jöhetett létre.
Az eukarióták az anyagcseréjük szerveződése, a táplálékaik milyensége, a sejtjeik és a testfelépítésük változatai, továbbá az egyedfejlődésük menete, a földtörténeti megjelenés különbözőségei alapján a következő csoportokba oszthatók:
1. 1. Egysejtűek: Egész életüket egyetlen sejtként élik le, az egyetlen sejtjük végzi az összes életműködésüket, és ez a sejt átveheti a szaporítósejt funkcióját is. Életmódjukat tekintve hasonlíthatnak a gombákhoz, a növényekhez vagy az állatokhoz, sőt, vannak közöttük olyanok is, amelyek bizonyos körülmények között növényi, más viszonyok között viszont állati életmódot tudnak folytatni. (Feltehetőleg ezek ősei lehettek a mai növények és állatok közös ősei.)
  2. Gombák: Csakis elhalt szerves anyagokkal táplálkoznak (szaprobionták), azokat részben lebontják, részben felhasználják. Gombafonalakból (hifa) állnak, amelyeket sejtek alkotnak, de egyes csoportjaikban e fonalak leegyszerűsödhetnek egészen egyes sejtekig, amikor látszólag egysejtűek; máskor a fonalak bonyolult telepes termőtesteket (kalapos gomba) hozhatnak létre. A sejteket a sejtmembránon kívül többé-kevésbé szilárd sejtfal burkolhatja, amiben kitin található (ami egyébként az állatok egyes csoportjaira jellemző). Egyeseknek amőbaszerűen mozgó állapotaik is vannak. Szaporodhatnak ivarosan és ivartalanul (különféle spórákkal); az ivaros szaporodásuk esetén az ellentétes ivarjellegű fonalak egyesülése után a sejtekben hosszabb ideig két sejtmag (dikarion) található. Már a földtörténet prekambriumi időszakában is jelen voltak (sokkal több, mint 600 millió évvel ezelőtt).
  3. Moszatok vagy algák: Régebben növényeknek tartották őket, mert sokban hasonlítanak hozzájuk; de fotoszintézist elősegítő festékanyagaik és más színanyagaik eltérnek a magasabb rendű növényekben található színanyagoktól és fotoszintetikus pigmentumoktól. Kloroplasztiszaik vannak. Nincsenek szöveteik és szerveik, egyedfejlődésük és szaporodási módjaik is eltérhetnek a növényekétől. Szintén nagyon ősiek, egyes csoportjaik már 3 milliárd évvel ezelőtt kialakultak.
  4. Növények: Szervetlen anyagokból képesek szerves anyagokat előállítani a napfény energiája segítségével (vagyis fotoszintézist tudnak végezni). Ehhez a fényt elnyelő festékanyag, a rájuk jellemző klorofillok, és más színanyagaik (például karotinoidok, xantofillok stb.) segíti őket (ezek a színanyagok eltérnek a moszatokéitól). Sejtjeikben kloroplasztiszok vannak, amelyekben zajlanak a fotoszintézis fényelnyelő és sötétreakciói. A sejtjeiket a sejtmembránon kívül szilárd sejtfal is burkolja, amely alapanyagként cellulózt tartalmaz de számos más anyag is belerakódhat (például lignin, kapcsolódhatnak hozzá pektinek, hemicellulózok stb.).  Szöveteik vannak, de valódi szervek csak a szárazföldiekben alakultak ki; ezekben egyre bonyolultabb szervek jelentek meg. A szervezetükben nem különülnek el élesen a szaporítást végző (reproduktív) és az önfenntartó (vegetatív) sejtek; ezért gyakori ivartalan szaporodási mód körükben a vegetatív reprodukció is. A növekedésük csúcsi (a hajtáscsúcsban és a gyökércsúcsban vannak állandóan osztódó szövetek), de egyes szárazföldi csoportjaikban vastagsági növekedést biztosító osztódó szöveteik (kambium) is vannak. Az életciklusukban van ivaros és ivartalan szakasz, és ezek váltakoznak egymással (nemzedékváltakozás vagy kétszakaszos egyedfejlődés). Az egyre fejlettebb típusaikban az ivaros szakasz redukálódott (a zárvatermőkben a hím ivaros szakasz már csak két sejt), az ivartalan szakasz viszont egyre bonyolultabb szerveződést mutat. A szárazföld meghódításával egyre inkább a talajban megkapaszkodók, rögzítettek lesznek. Mozgásaik sejtmegnyúlásokra vagy folyadékmozgásokra vezethetők vissza. A mohák és az őscserjék léptek ki a szárazföldekre először, mintegy 380 millió évvel ezelőtt.
  5. Állatok: Csak (élő vagy élettelen) szerves anyagokkal tudnak táplálkozni (organotrófok vagy heterotrófok), a tápanyagokat többnyire légzéssel oxidálják (bár egyesek erjesztésekre is képesek. A sejtjeiket csak sejtmembrán borítja (sejtfaluk nincs). A sejthalmazosak és az álszövetes szivacsok kivételével szöveteik és szerveik vannak; ezek között is jellemzőjük az idegszövet és az idegrendszer, illetve az egyre inkább kiegyénült izmok. Egyesek lágy testűek, de elég sokuknak van szilárd vázuk; ez lehet külső vagy belső váz. A vázizmok a váz elemein tapadva teszik lehetővé a bonyolult mozgásokat, sőt, az idegrendszer irányítása alatt a viselkedést is. Szervezetükben többnyire elkülönülnek a szaporítósejtek és a testi (szomatikus) sejtek; ezért vegetatívan nem szaporodhatnak. Képesek ivartalanul és ivarosan szaporodni; egyesekben e kétféle szaporodási mód nemzedékenként szabályosan vagy szabálytalanul váltakozhat (nemzedékváltakozás); de az ivaros szaporodás válik uralkodóvá bennük (bár képesek visszatérni az ivartalan reprodukció felé is, például bizonyos szűznemzések esetén). Növekedésük ún. germinációs zónákban történik a testük meghatározott helyeinek osztódó szövetei által (ezek nem a csúcsokon foglalnak helyet). Egyedfejlődésük korai szakaszaiban két vagy három csíralemezes állapoton haladnak át. Bár primitív formáik már a prekambriumban kialakultak, az igazi evolúciós robbanásuk a prekambrium végén következett be (mintegy 600 millió évvel ezelőtt). A szárazföldet a rovarok és a gerincesek hódították meg először sikeresen (körülbelül 400 millió évvel ezelőtt kezdve).

## A szervezet jellemzése

### Közös jellegzetességek
A sok különféle szervezetre vonatkozóan közös sajátosságok a minden szervezetben megfigyelhető alapvető életjelenségek; ám ezek előfordulása nem egyetemes. Sok szervezet képtelen például az aktív független mozgásra (például a talajba rögzült növények helyváltoztatásra képtelenek), mások bizonyos állapotokban alig vagy nem reagálnak a környezetük ingerhatásaira (például az endospóra vagy a mag). Egyesek nem lélegeznek, hanem erjedéssel szabadítják fel a tápanyagok kötéseiben levő energiát. Sok szervezet maga nem tud reprodukálódni, jóllehet szülőfajai képesek erre (például az öszvér nem szaporodik, pedig a ló és a szamár a faján belüli egyedekkel képes reprodukálódni).

(Pontosabban, 1:1.000.000 –hoz annak esélye, hogy egy öszvér szaporodóképes legyen. Az összes ismert eddigi eset során az öszvér nőstény volt.
Az egyik leghíresebb példa, a nebraskai Krause, aki egy ló-öszvér volt, és 1984-ben illetve 1987-ben is képes volt hímutódokat ( Blue Moon és White Lighting – Kék Hold és Fehér Fény) világra hozni. Az eset érdekessége, hogy az utódok apja Krause saját apja, egy Chester névre hallgató ló volt. A genetikai vizsgálatok szerint a két kiscsikó 100 százalékban ló.)
A szervezet a biológiai szerveződés legalacsonyabb szintje; legegyszerűbb strukturális megvalósulása a sejt (cellula). Ezért az egysejtű baktériumok és az egysejtű eukarióták is szervezetek. A vírusok viszont nem szervezetek és így nem is élőlények, mert önálló anyagcserét nem folytatnak és nem is sejtes felépítésűek. A soksejtűek sejtjei mindig eukarióta sejtek. A soksejtűek tehát kétféle szinten is szervezetek: a sejtjeik szintjén és az egyed szintjén is. Ezért a soksejtűek esetében létezik az egyed környezete (a külső környezet) és a sejtjeinek környezete (a belső környezet). A soksejtűek egyes sejtjei is megőrzik nagy fokú autonómiájukat, de a teljes függetlenségüket két jelentős kölcsönhatás korlátozza:
- a sejtek különböző fokú, akár nagy mértékű működésmegosztást (differenciációt) mutathatnak, amit kiegészít
- az integráció, ami által a különbözőképpen működő részek mégis egységes egészet képeznek.

Mindkét folyamat a soksejtűekben a sejtek közötti kommunikációkkal jön létre.

A soksejtűek sejtjei között a szerkezeti és működési kapcsolat szintén különböző erősségű fokozatokba osztható:
- Egyesekben a sejtek csak laza halmazt alkotnak és lényegileg önállók.
- Másokban a sejtek már differenciálódnak, de még mindig nagy fokú önállósággal rendelkeznek a telepes szerveződésben.
- A legfejlettebbekben a sejtek szöveteket alkotnak, amelyekben a sejtek önállóságának vesztése nagy mértékű, ennek megfelelően nagy a differenciáció, mert igen szoros és állandó a többi sejt részéről a működések ellenőrzése.

A szövetekkel rendelkező organizmusokban az evolúció során szervek és szervrendszerek is kialakulhattak egy-egy szervezeti működés kivitelezésére (például táplálkozási és emésztő szervrendszer, légzőrendszer, testfolyadék-keringést végző szervrendszer, szállító szövetrendszer stb.) E szervrendszerek organizált rendszere alkotja ekkor a soksejtű egyedet (organizmust).

Csak a szervezet egésze mutatja a homeosztázist és csak a szervezet képes reprodukálódni is.

Az egyedekből szerveződött magasabb hierarchiaszintű biológiai rendszerek nem szervezetek (organizmusok), hanem szerveződések (organizációk), mert nem képesek saját magukat ugyanolyan szerveződésben nagy valószínűséggel létrehozni; csakis az egyedek képesek a saját szerveződésükkel lényegileg azonos más egyedeket létrehozni. Emiatt az egyedek fölötti szerveződések összetétele és struktúrája, valamint a működése az idővel és a környezete hatásaira változhat (akár meg is szűnhet).
A szervezetek életének egyik alapvető jellemzője az élettartam. Egyes állatok csak egyetlen napig élnek, míg egyes növények akár évezredeken át is életben maradhatnak (igaz, egyes részeik közben elhalnak). A legtöbb szervezet esetében az élettartam egyik legfontosabb meghatározója a fajára jellemző ütemű öregedés. (Az egyed fölötti szerveződések esetén jellemző élettartam nincsen; a fennállás ideje az egyes összetevők szaporodásától, pusztulásától, elvándorlásától és betelepülésétől, a környezeti tényezőktől függ.)

### A szervezetek sokfélesége és osztályozása
A különféle szervezetek közötti eligazodást segíti a szervezetek típusainak tudományos osztályozása (a biológiai rendszertan). Arra már igen régen rájöttek, hogy a hasonló szervezeteket egy-egy csoportba kell összevonni. A kérdés csak az volt, hogy mi legyen a hasonlóság kritériuma. Az élővilágban két szervezet azért hasonlíthat egymásra, mert
- genetikailag (leszármazásilag) rokonok és/vagy
- genetikailag ugyan nem rokonok, de külső kényszerek következtében váltak egymáshoz hasonlóvá.

A leszármazás és a közös ős miatti hasonlóságot homológiának, míg a nem-rokonok külső kényszerek miatt fellépő hasonlóságát analógiának nevezték el a 19. század közepén. Csak igen körültekintő vizsgálatokkal lehet eldönteni vagy valószínűsíteni, hogy a hasonlóság esetén melyik esetéről van szó. Ma az örökítő anyagaik gyors elemzésével a kérdés már sokkal könnyebben megválaszolható. A modern biológiai rendszerezés az élő szervezetek közös ősöktől való leszármazását próbálja tükrözni.
Az élő szervezetek sokféleségét a rendszertani kategóriák hierarchiája próbálja megragadni.

## A szervezet meghatározásának problémái
A bevezetőben láttuk, hogy a szervezetet az határozza meg, hogy létezése minden pillanatában elégítse ki az abszolút életkritériumokat, a potenciális életkritériumok közül legalább a reprodukciót (a szaporodást) legyen képes megvalósítani és térben elhatárolható legyen más organizmusoktól. E három követelmény közül az utolsó kettő néha nehézséget támaszt azokban az esetekben, amikor pedig a vizsgált biológiai rendszer kielégyíti az abszolút életkritériumokat.

A térbeli elkülöníthetőség gyakran okozhat problémát a vegetatív szaporodásra képes növényekben vagy a gombafonalak szövevényéből álló gomba termőtestek megítélésében. Az indával rendelkező szamóca bokra egy szervezet; de az inda távolabb lebújtatható és újabb szamócabokrot hozhat létre; ez utóbbi fizikai összeköttetésben maradhat a szülőbokorral, így térben nem különíthető el attól. Ugyanez a helyzet a gyöktörzzsel rendelkező növények (például a fűfélék) esetében is. A gombafonalak útján fizikai összeköttetésben levő gomba termőtestek is tekinthetők egyetlen szervezetnek, de az ugyancsak gombafonalakból álló termőtestek önállóan, a szövedéktől elszakítva is képesek önálló életre.
A reprodukció legalább potenciális képessége alapján is támadhatnak nehézségeink még akkor is, ha mind az abszolút életkritériumoknak megfelel a vizsgált rendszer, mind pedig térben elkülöníthető más organizmusoktól. Például egyes állatfajokban  a társas szerveződésű egyedek között olyan nagy fokú a munkamegosztás, hogy külön egyedek végzik a reprodukció funkcióját, míg a többi egyed nem képes szaporodni (terméketlen). Ez a helyzet a valódi társas rovarok egyes csoportjaival (például hangyák, egyes méhek, termeszek), sőt, hasonló a helyzet még az afrikai csupasz turkálópatkány esetében is. Ezekben csak a "királynő"-nek nevezett nőstény(ek) és néhány (gyakran "király"-nak nevezett) hím végzi a szaporodást, a többi dolgozó vagy katona stb. terméketlen, így saját maga nem szaporodik. Ezért a dolgozó egyedek nem tekinthetők teljes mértékű szervezeteknek, hiszen csak a boly, a raj vagy a kolónia képes magát reprodukálni. Az ilyen esetekben a bolyt, a rajt vagy a kolóniát (az egész társas csoportot) szokás szuperorganizmusnak nevezni, mert ugyanakkor a szaporodást végző egyedek (a királynő és a király/ok/) sem tudnak önállóan létezni a dolgozók, a katonák stb. nélkül.